# Campionati svedesi di sci alpino 1982
Ai Campionati svedesi di sci alpino 1982 furono assegnati i titoli di discesa libera, slalom gigante e slalom speciale, sia maschili sia femminili.

## Risultati
| Specialità      | Uomini          | Donne            |
| --------------- | --------------- | ---------------- |
| Discesa libera  | Helmut Grassl   | Christina Grassl |
| Slalom gigante  | Stig Strand     | Ann Melander     |
| Slalom speciale | Bengt Fjällberg | Monica Äijä      |